# Kostel svatého Vavřince (Svinčany)
Kostel svatého Vavřince ve Svinčanech je římskokatolický filiální kostel v obci Svinčany v okrese Pardubice. Je součástí pozdně barokního venkovského areálu z let 1764-1772, postaveného údajně dle návrhu F. T. Jedličky z Heřmanova Městce, který se nalézá na navrší uprostřed obce.

## Historie kostela
Dřevěný předchůdce zdejšího kostela byl zmiňován již roku 1349 jako farní kostel. V nynější  podobě pochází z let 1764-1772. Podle listiny z roku 1792 podepsané hrabětem Janem Josefem z Thunu se uvádí, že týž dal zmíněný kostel postavit a přestavět faru, k níž byl položen základ roku 1778.

## Popis kostela
Kostel je jednolodní, orientovaný. Loď měří 11 m na délku a 7 m na šířku; presbytář má délku 8 m a šířku 5,25 m; kruchta délku 2,50 m a šířku 7,50 m; předsíň obdobně 3 m a 7 m a sakristie 2,50 m a 5 m. Věž nad předsíní je čtyřhranná, s hodinami a cibulovitou, plechem pobitou bání, s mohutným železným křížem.
Dnes je okolí kostela zatravněné. Do roku 1902 tu býval hřbitov. Mezi hroby rostly lípy, které kostel zakrývaly.

## Vybavení kostela
Hlavní oltář zdobí freskový oltář sv. Vavřince od malíře Kramolina, má nápis: Cramolinus pinxit 1774. Oltář byl obnoven roku 1893 podle nápisu za hlavním oltářem. Oltářní obraz byl vymalován podle pokynů hraběte Fr. Jos. Thuna a představuje kapli o dvanácti sloupech, jež znamenají dvanáct pokolení izraelských. Uprostřed ní klečí sv. Vavřinec s roštem a po jeho stranách jsou Ezechiel, Mojžíš, David a Aron.
Postranní oltáře: sv. Jana Nepomuckého a sv. Barbory mají obrazy 3 m vysoké a l,8 m široké.
Kazatelna je barokní z 18. století. Křtitelnice je empírová, l,62 m vysoká a 68 cm široká. Křížová cesta je novodobá.
Betlém vypracovaný v Heřmanově Městci od bratří Říhových za 200 zlatých je opraven po ohni z roku 1913. 
Nad vchodem do kostela je umístěn erb pánů z Gerštorfu.
Na věži byly dva zvony:
- Starší, 1,20 m široký a 1,10 m vysoký. Nese nápis: hec + campama + est + ad + laudem + dei +cos+ anno + domini + milesimo + cccmo + octogesimo + tertio.
- Druhý zvon, z r. 1591, byl zkonfiskován roku 1918. Na zvonu byl nápis: Tento zwon gest udielne na wesskerem dile nakladem urozeneho Pana Girzika mladssiho Gerstorfa a na Cholticich s pomoci wssech osadnich k tomuto zadussi nalezejicich. Toamss zwonarz na Horach Kutnych. A ja hlas volajícího na paussti spravte cesty Panie 159l.

Do venkovních i vnitřních kostelních zdí jsou vezděny náhrobní kameny:
- Náhrobní kámen s obrazem rytíře a nápisem: Leta Panie 1612 we strzedu po prowodni nediely žiwot swoj w Panu dokonal urozeny a stateczny Rytirz P. Grzyk Gersstorf z Gersstorfu na Cholticzych, Swojssiczych, Lestokách a Chrastowicych JMC Rada a Saudcze zemsky a tuto odpocziwa oczekawaje radostneho vzkrzyssenie.

Náhrobní kámen je z mramoru, 1,98 m vysoký a 1,08 široký.
- Náhrobní kámen s obrazem rytíře a nápisem Syrach XXVIII Pamatui na saud mug neb Tak Bude I Tvug. Mnie včera a Tobie dnes.

Náhrobní kámen ze žlutě přetřeného mramoru je 3 m vysoký a 1,25 m široký.
- Náhrobní kámen s nápisem Letha LXXIIII/1574/ w autery przed Swatym Paulem na wiru krzestianskou obraczenym w XVII /17 I hodfo urozeny a stateczny Rytirz Pan Bernard Gersstorf z Gersstorfu a na Cholticzych žiwot swuj dokonal a w tomto mieste pohrzben gt odpocziwa oczekawajicze przyssti Pana nasseho Gezisse Krista.

Náhrobní kámen je 2,30 m vysoký a 83 cm široký.
- Náhrobní kámen s nápisem Letha Panie 1697 v nedeili .... Gindrich syn Uroze a statec Rytyrze P. Gersstorfa z Gersstorfu a na Choltyczich GMC raddy a tu polozen gt.

Náhrobní kámen je 1.10 m vysoký a 68 cm široký.
- Náhrobní kámen s nápisem a postavou chlapce a erbem Gerstorfů:

Letha Panie 1592 we strzedu sazometnau dokonala gt žiwot swug Katerzina dczerka w-o a stateac rytirze Pana Girzika mladssiho Gersstorfa z Gersstorfu a na Cholticzych gegiz tielo w tomto mieste pochowano gt dusse wieczne przed trůnem Bozim se raduje s andiely.
Náhrobní kámen je 92 cm vysoký a 62 cm široký.
- Náhrobní kámen s nápisem a panenkou s lilií v ruce:

„Letha Panie 1595 w dwn swate Lucze umrzela a sstiastnie w Panu urozena pa1ú Alena Mychkowa rozena z Gersstorfu a w Swinczanech./Uprostřed/ Moudro: Z kap. Sprawedliwych pak lidi dusse gsau w rukou Bozicl~ a iúkoli nedotkne se gich muka."
Kolem erbu gerstorfského erby: Andělů z Ronovce, Muchků z Bukova, Střelů z Rokycan. Bylať Alena n. Leonora, dcera Bernarda Geršto1fa.
Náhrobní kámen je 1,90 m vysoký. a 95 cm široký.
- Náhrobní kámen s nápisem: L.P. 1612 we cztvrtek po parnatce vzkrisseni P.K. po I. hodinie na nocz usnule gest w Panu 2. Salomena dczerka uroz. a statec. P. Girzika Gersstorfa z Gersstorfu a na Cholticzych, Chraustowiczych, Swogssiczych a Zgestokach GMC Rzimskeho Raddy a Saudcze zemsk. vieku /uprostřed/ gegiho bylo 9 let a 14 nediely zauplna. Maudrosti 4 kapitole: Líbila se zagiste Panu dusse gegi, protože pospissil vychvattit gi z rukou nesslechetnych.

Náhrobní kámen je 1,75 m vysoký a 72 cm široký.
- Náhrobní kámen s postavou mládenečka a erbem Gerštorfů bez nápisu je 86 cm vysoký a 52 cm široký.
- Náhrobní kámen ženskou postavou a nápisem: „Letha Panie 1602 we cztwrtek w poczeti Panny Me Umrzela Uroze Panna Salomena Gersstorfa z Gersstorfu dczera uroz a stateaczne Rytyrze P. Girzika Gersstora z Gerssu z.c.[„]

Kolem postavy erby Gerštorfů, Střelů, Andělů a Vančurů z Řehnic. Část hlavy uražena. 
Výška 1,82 m, šířka 89 cm.
- Náhrobní kámen s nápisem „Letha Panie IXXVL / 1576/ w sobotu przed nediely Gubilate w XVIII umrzela gt urozena Panijj Anna Gersstorfova z Ronovcze a na Cholticzych a tuto pochowana gt czekawage blahoslawenewzkrzísseni.

Výška 1,66 m, šířka 98 cm.
- Náhrobní kámen s nápisem [„]Letha Panie 1599 den promienení P. Krya umrzel Vaczlav Vylim syn uro a stateczne rytirze P. Girzika Gersstorfa z Gersstorffu na Cholticzych."

- Náhrobní kámen s nápisem „Letha Panie 1602 we strzedu narozí P. Marije umrzel Krystin syn moz a statec rytire P. Giří Gerstoa z Gersstorfu a na Cholticzych GMC raddy a tuto polozen gt.[„]

Výška 1,12 m, šířka 69 cm.

## Galerie

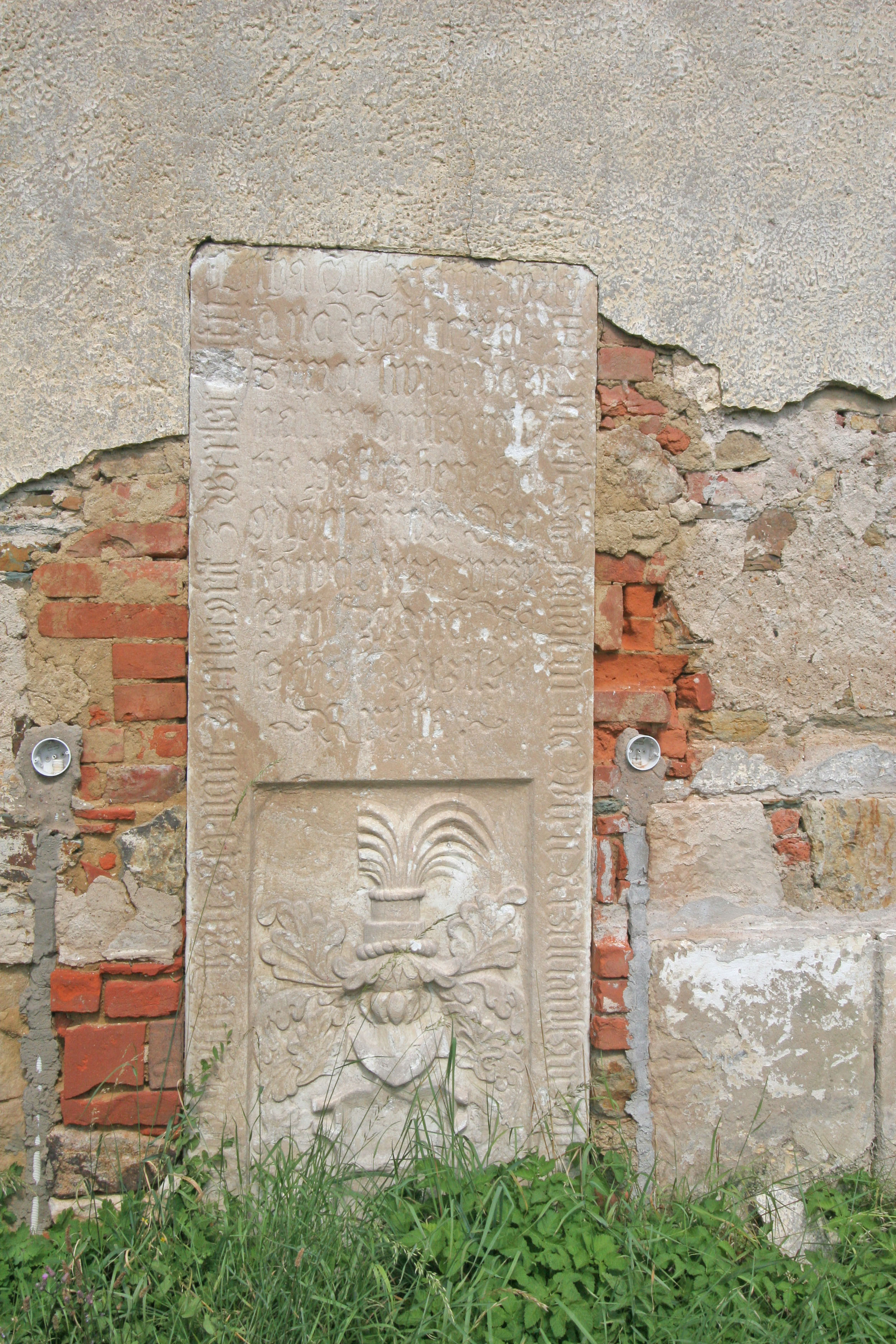
náhrobní kameny ve zdi kostela svatého Vavřince
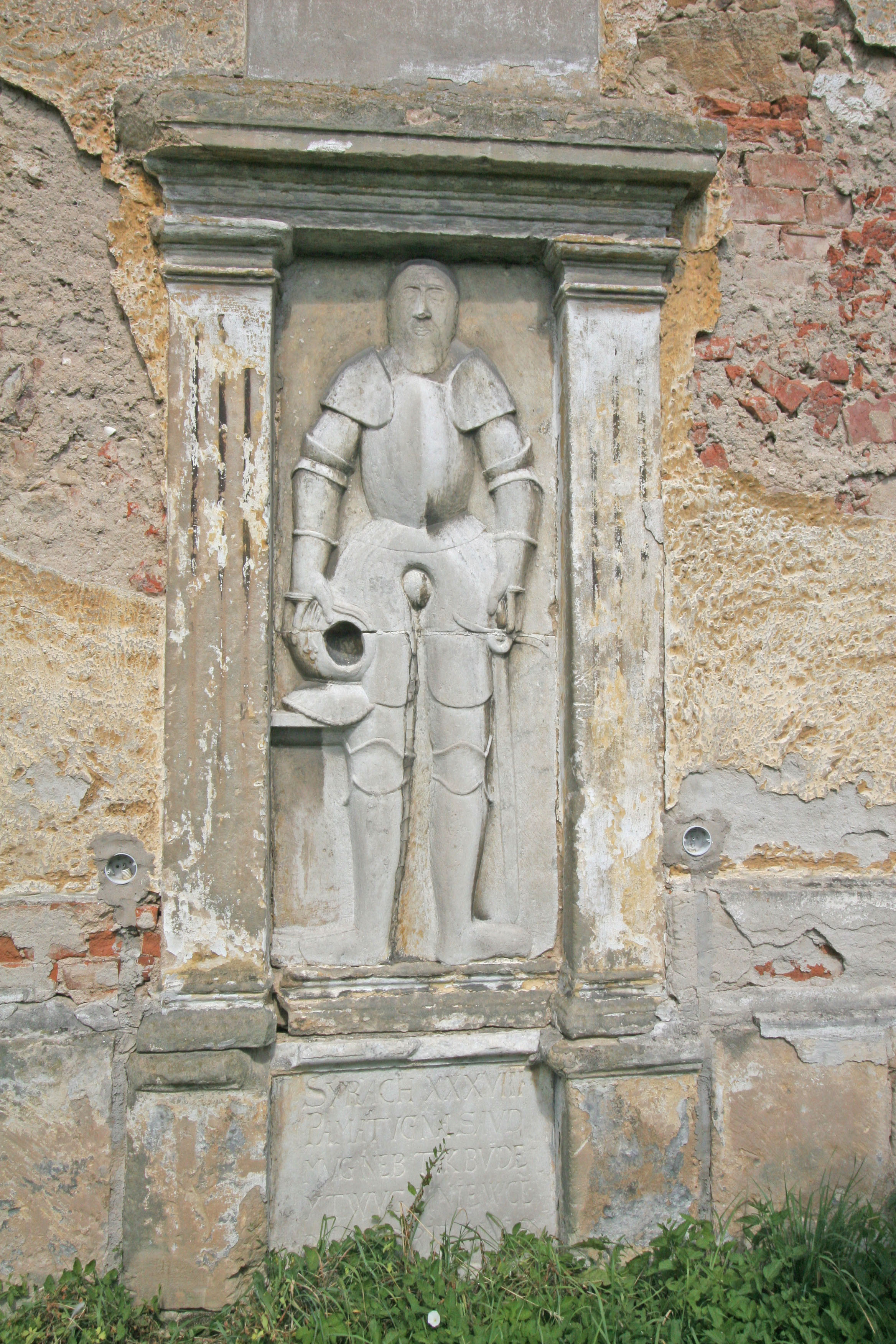
náhrobní kameny ve zdi kostela svatého Vavřince
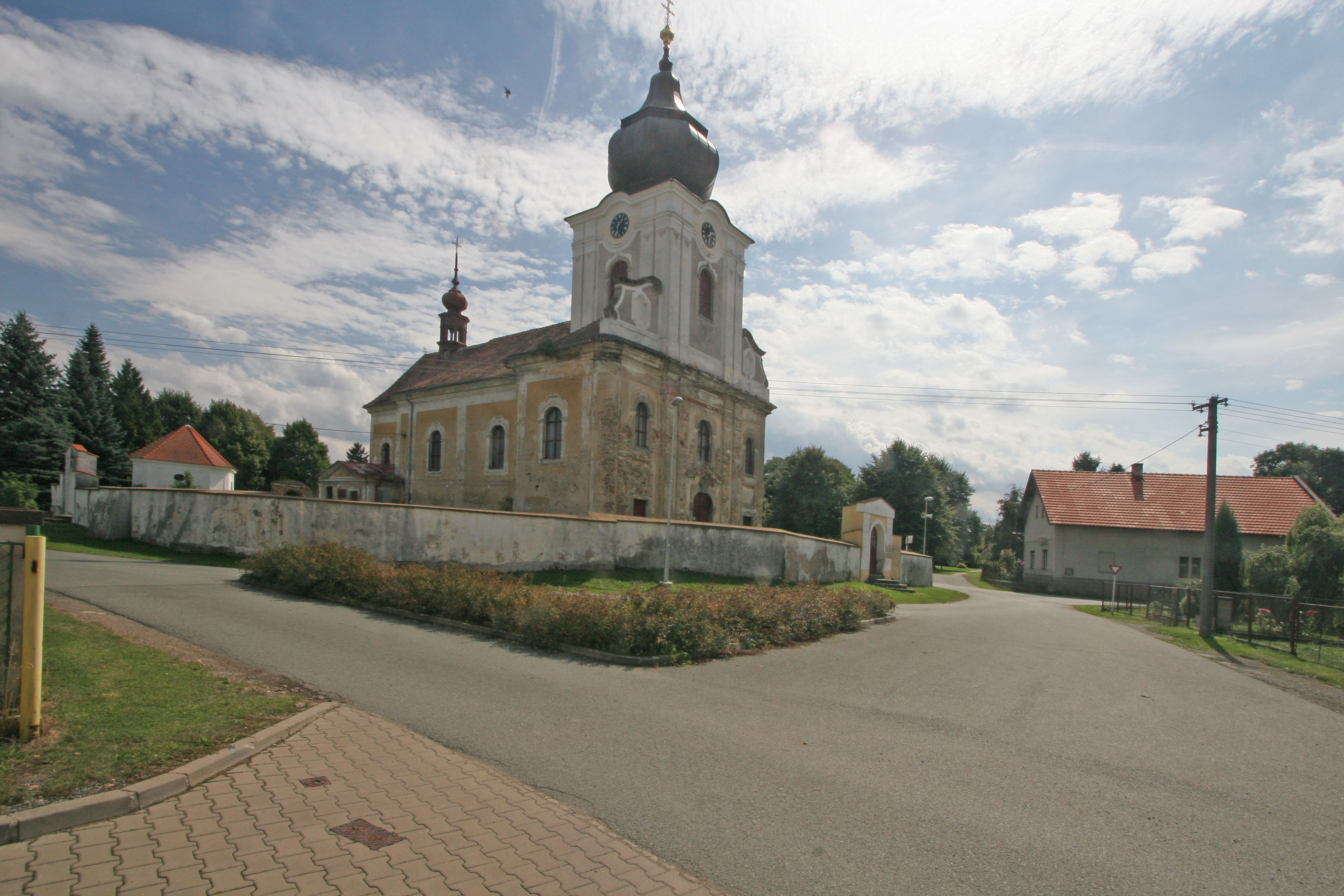
pohled na kostel svatého Vavřince ve Svinčanech
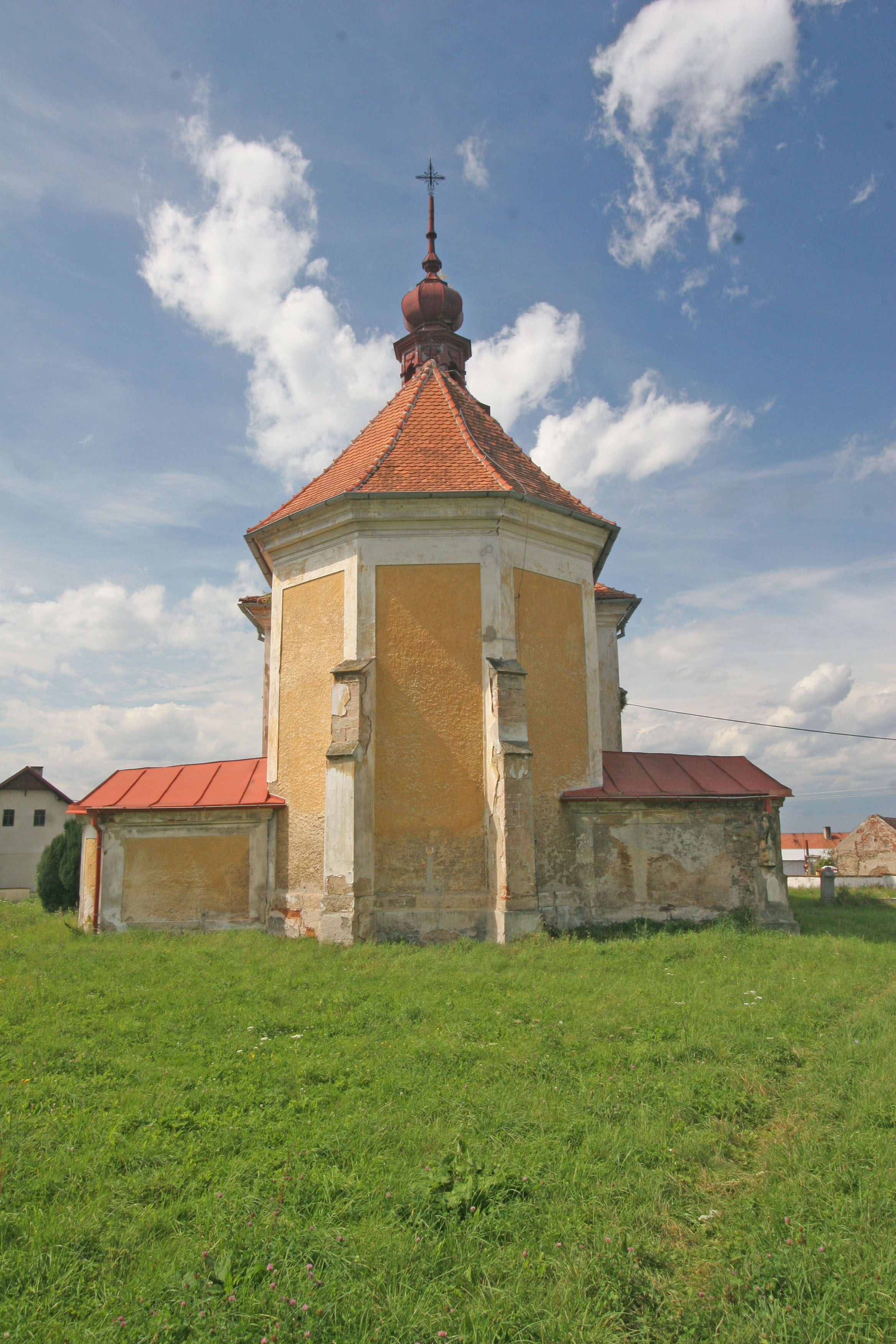
pohled na kostel svatého Vavřince ve Svinčanech